# Symplecta pilipes
Symplecta pilipes là một loài ruồi trong họ Limoniidae. Loài này komt wereldwijd voor.